# Karl Josef Lesch
Karl Josef Lesch (* 11. Februar 1946 in Illingen) ist ein deutscher römisch-katholischer Theologe.

## Leben
Lesch studierte römisch-katholische Theologie an der Universität Bonn, an der Universität Trier und an der Universität Münster und erwarb 1970 sein Diplom in katholischer Theologie. Von 1998 bis 2011 war Lesch Professor an der Universität Vechta.

## Werke (Auswahl)
- Neuorientierung der Theologie im 18. Jahrhundert in Würzburg und Bamberg (Forschungen zur fränkischen Kirchen- und Theologiegeschichte), Würzburg 1978
- „Und alle Welt empfing den Kuß ihres Schöpfers“. Welt- und Menschenbild Hildegards von Bingen für heute, Würzburg 1991
- Mein Gott, mein Gott, warum? Bilder und Texte zu einem umstrittenen Kruzifix (gemeinschaftlich mit Ulrich Fox), Münster 2008
- Religionspädagogische Perspektiven. Kirche, Theologie, Religionsunterricht im 21. Jahrhundert. Festschrift für Ralph Sauer zum 75. Geburtstag, (gemeinschaftlich mit Egon Spiegel), (Vechtaer Beiträge zur Theologie, Bd. 9), Kevelaer 2003